# Goetz (motorfiets)
Goetz is een historisch Duits motorfietsmerk.
De bedrijfsnaam was: Johann Goetz Motorradbau, Villingen, Schwarzwald.
Toen Johann Goetz in 1925 begon met de productie van zijn motorfietsen, sloten juist meer dan 150 kleine Duitse motorfietsmerken de poorten. Zij hadden zich bijna zonder uitzondering gericht op de bouw van lichte, goedkope motorfietsen, maar Goetz koos een andere formule: Hij maakte uitsluitend kleine aantallen motorfietsen naar wens van de klant. Men kon kiezen uit inbouwmotoren van Villiers, JAP, Küchen en Columbus (Horex), tussen 246 en 796 cc. Hoewel Goetz het volhield tot in 1935 werden er slechts 79 motorfietsen geproduceerd.